# Chadži Jusufli
Chadži Jusufli (makedonsky: Хаџи Јусуфли) je historická vesnice v Severní Makedonii. Nachází se v opštině Gradsko ve Vardarském regionu.

## Geografie
Vesnice se nacházela na levém břehu řeky Bregalnica, severovýchodně od vesnice Ubogo, která leží na opačné straně řeky.

## Historie a demografie
Podle záznamů Vasila Kančova z roku 1900 žilo ve vesnici 125 obyvatel turecké národnosti.
Podle etnografické mapy z roku 1927 byla vesnice čistě turecká. Poté postupně docházelo k vylidňování, jelikož většina obyvatel odešla do větších měst či Turecka.